# Bohumilečský rybník
Bohumilećsky Rybník är en sjö i Tjeckien. Den ligger i den centrala delen av landet, 100 km öster om huvudstaden Prag. Bohumilećsky Rybník ligger 226 meter över havet. Den ligger vid sjön Újezdský Rybník.Trakten runt Bohumilećsky Rybník består till största delen av jordbruksmark.